# 남일우
남일우(南一友 / 南一祐, 본명: 남철우, 1938년 5월 25일 ~ 2024년 3월 31일)는 대한민국의 성우 겸 연기자이다. 본관은 의령이다.

## 생애
그는 현재 아내 김용림, 아들 남성진, 며느리 김지영을 두고 있으며, 취미는 등산, 골프이다. 1957년 연극배우 첫 데뷔하였고 1958년 서울중앙방송(현재의 KBS) 공채 1기 성우 데뷔하였으며 1964년 서울중앙방송(현재의 KBS) 공채 4기 탤런트로 텔레비전 연기자 데뷔하였고 1974년 영화 《마지막 날의 언약》으로 영화배우 데뷔하였다.
그의 대표작으로는 드라마 《지평선 너머》, 《매화연가》, 《야인시대》, 《아현동 마님》, 《위험한 사랑》 등이 있다.

## 학력
- 고려대학교 경제학과 학사
- 고려대학교 경영대학원 경영학 석사

### 비학위 수료
- 고려대학교 언론대학원 최고위과정 수료

## 출연작

### KBS
- KBS2 월화드라마 《본 어게인》 (2020년) ... 승철 역 - 오래된 미래 헌책방 주인 (특별출연)
- KBS2 월화드라마 《동네변호사 조들호 2: 죄와 벌》 (2019년) ... 국일빌딩바지사장 역
- KBS1 일일연속극 《비켜라 운명아》 (2018년) ... 안석호 역 (특별출연)
- KBS2 주말드라마 《같이 살래요》 (2018년) ... 채 회장 역
- KBS1 대하드라마 《장영실》 (2016년) ... 장성배 역 (특별출연)
- KBS 월화드라마 《최강칠우》 (2008년) ... 김홍조 역
- KBS2 월화드라마 《한성별곡-正》(2007년)  ... 채승환 역
- KBS2 아침드라마 《위험한 사랑》 (2005년)
- KBS1 대하드라마 《제국의 아침》 (2002년) ... 김악 역
- KBS2 수목드라마 《명성황후》 (2001년) ... 이홍장 역
- KBS1 TV 소설 《매화연가》 (2001년)
- KBS1 대하드라마 《왕과 비》 (1998년) ... 한확 역
- KBS2 수목 미니시리즈 《숲은 잠들지 않는다》 (1989년)
- KBS1 설날특집드라마 《암소》(1989년)
- KBS1 성탄특집극 《조선백자 마리아상》 (1988년)
- KBS1 대하드라마《이화》 (1987년) ... 고종 역
- KBS1 특집드라마《이차돈》 (1987년) ... 공목 역
- KBS2 월화드라마 《이화에 월백하고》 (1986년)
- KBS2 주말연속극 《내마음 별과 같이》 (1986년)
- KBS1 6.25 특집극 《함정》 (1984년)
- KBS2 월화드라마 《객주》 (1983년)
- KBS1 대하드라마 《개국》 (1983년) ... 염제신 역
- KBS1 반공드라마 《지금 평양에선》 (1982년)
- KBS1 대하드라마 《풍운》 (1982년) ... 최신남 역
- KBS2 주말연속극《순애》 (1982년)
- KBS1 설날특집극 《고향집》 (1981년)
- KBS 일요사극 《파천무》 (1980년) ... 신숙주 역
- KBS 6.25 특집드라마 《6.25》 (1978년)
- KBS 대하드라마 《세종대왕》 (1973년) ... 세종대왕 이도 역
- KBS1 대하드라마 《용의 눈물》 (1996년) ... 이색 역
- KBS2 월화드라마 《조광조》 (1996년) ... 정광필 역
- KBS1 일일연속극 《당신이 그리워질때》 (1993년)
- KBS1 일일연속극 《정든 님》 (1992년)
- KBS2 수목 미니시리즈 《밀월》 (1991년)
- KBS1 6.25 특집드라마《우리들의 조부님》 (1990년)
- KBS2 수목 미니시리즈 《겨울 나그네》 (1990년)

### SBS
- SBS 대기획 《황금의 제국》 (2013년) ... 장봉호 (특별출연)
- SBS 주말극장 《내일이 오면》 (2011년)
- SBS 주말 특별기획 《그대, 웃어요》 (2009년) ... 이 회장 역
- SBS 드라마스페셜 《쩐의 전쟁》 (2007년)
- SBS 주말 특별기획 《게임의 여왕》 (2006년)
- SBS 금요드라마 《사랑한다 웬수야》 (2005년) ... 명태걸 역
- SBS 대하드라마 《야인시대》 (2002년) ... 고노에 역
- SBS 일일드라마 《해 뜨는 집》 (2002년)
- SBS 일일드라마 《당신은 누구시길래》 (1999년)
- SBS 아침연속극 《엄마의 딸》 (1998년)
- SBS 일일드라마 《지평선 너머》 (1997년)
- SBS 주말 특별기획 《코리아게이트》 (1995년) ... 홍영기 역
- SBS 월화 미니시리즈 《사랑과 우정》 (1993년)
- SBS 주말극장 《산다는 것은》 (1993년)
- SBS 창사특집 3부작 《어디로 가나》 (1992년)
- SBS 소설극장 《여자 마흔다섯》 (1991년)

### MBC
- MBC 아침드라마 《분홍 립스틱》 (2010년)
- MBC 일일연속극 《아현동 마님》 (2007년)
- MBC 일일연속극 《왕꽃 선녀님》 (2004년) ... 판영상 역
- MBC 월화 미니시리즈 《나쁜 친구들》 (2000년)
- MBC 아침드라마 《못 잊어》 (1997년)
- MBC 일일시트콤 《남자 셋 여자 셋》 (1996년) ... 김창주의 1938년생 처삼촌 정치오 역
- MBC 정치드라마 《제3공화국》 (1993년) ... 주요한 역
- MBC 주간드라마 《김형사 강형사》 (1990년)
- MBC 정치드라마 《제2공화국》 (1989년) ... 김영선 역

### EBS
- EBS 문화사 시리즈 《지금도 마로니에는》 (2005년) ... 지학순 역

### 영화
- 《신과함께: 인과 연》 (2018년) - 허춘삼 역
- 《흥부》 (2018년)
- 《신과함께: 죄와 벌》 (2017년)
- 《번개맨》 (2016년)
- 《내부자들》 (2015년)
- 《검은 사제들》 (2015년)
- 《비밀》 (2015년)
- 《봄》 (2014년)
- 《남자가 사랑할 때》 (2014년)
- 《이장과 군수》 (2007년)
- 《친절한 금자씨》 (2005년)
- 《질투는 나의 힘》 (2003년) - 한윤식 장인 역
- 《마지막 날의 언약》 (1974년)

## 수상
- 2003년 KBS 연기대상 공로상